# Ferdinand Gregorovius

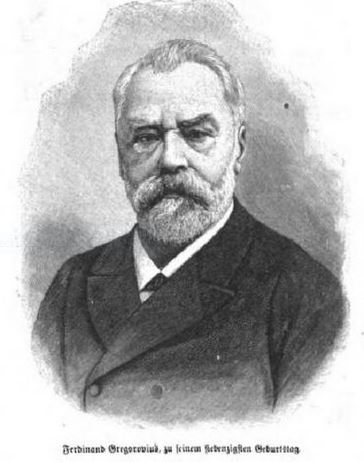
Ferdinand Gregorovius

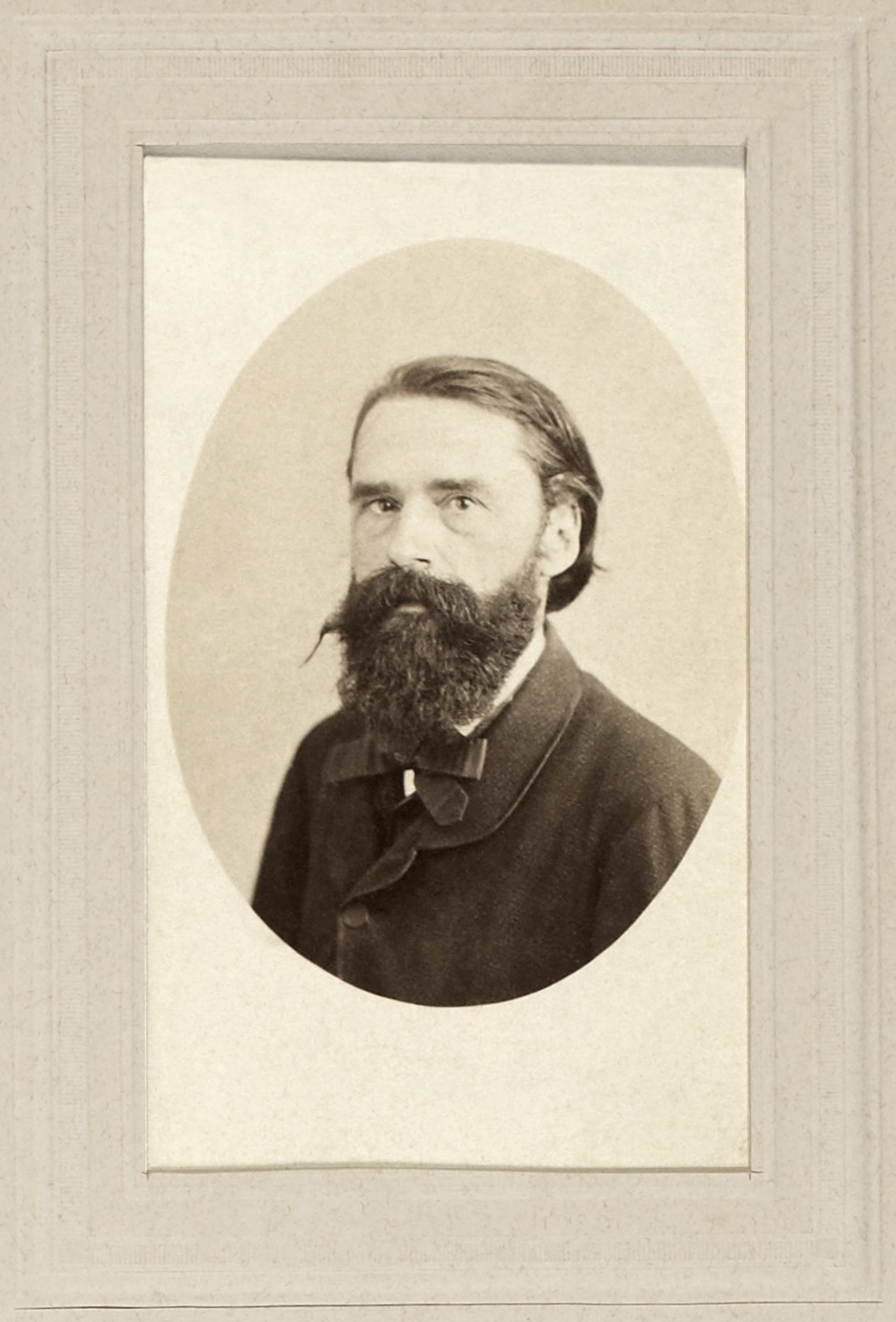
Ferdinand Gregorovius

Ferdinand Adolf Gregorovius (* 19. Januar 1821 in Neidenburg, Ostpreußen; † 1. Mai 1891 in München) war ein deutscher Historiker, Journalist und Schriftsteller. Nach dem Theologiestudium und der Promotion zum Doktor der Philosophie an der Universität Königsberg übersiedelte er 1852 als 31-Jähriger nach Italien, wo er fortan als Privatgelehrter in Rom lebte. Erst 1875 zog er zurück nach Deutschland. Seinen Lebensabend verbrachte er in München.
Gregorovius’ monumentale Geschichte der Stadt Rom im Mittelalter (1871), an der er über 18 Jahre lang arbeitete und für die er zahlreiche Archivalien erschloss, gilt als Klassiker der Geschichtsschreibung. Die von ihm verfassten Wanderjahre in Italien, die aus journalistischen Arbeiten hervorgingen, gelten in ihrer Wirkungsgeschichte für das Italienbild der Deutschen bis heute als wichtigster Beitrag nach Goethes Italienischer Reise. Die darin enthaltenen Reiseberichte gehören größtenteils dem Genre der historischen Landschaftsbeschreibung an, das Gregorovius mit seinem Buch Corsica (1854) begründet hatte. Darüber hinaus verfasste er eine Geschichte der Stadt Athen im Mittelalter (1889). Seine 1871 erschienene Biographie Lucrezia Borgia und ihre Zeit gilt noch heute als Standardwerk. Gregorovius trat mit Arbeiten wie Euphorion. Eine Dichtung aus Pompeji in vier Gesängen (1858) auch als Dichter in Erscheinung. Seine postum veröffentlichten Tagebücher gewähren nicht nur Einblick in sein Leben und seine Arbeit, sondern enthalten auch Kommentare zum politischen Zeitgeschehen des Risorgimento. Mit mehreren tausend Briefen hat Gregorovius ein umfangreiches epistolarisches Werk hinterlassen.
Gregorovius, der die Motivation zu seiner Arbeit häufig aus der Anschauung bezog, verstand sich als Schriftsteller mit künstlerischem Anspruch. Er gehört neben Theodor Mommsen und Leopold von Ranke bis heute zu den meistgelesenen Geschichtsschreibern des 19. Jahrhunderts. Der literarische Wert seiner historiographischen Arbeiten ist unbestritten. Fachhistoriker warfen Gregorovius zwar lange Zeit Dilettantismus vor, doch spiegelt sich die Anerkennung seines Werks schon zu Lebzeiten in der Mitgliedschaft in zahlreichen namhaften Akademien wider. Die jüngere Forschung bemüht sich um eine kritische Würdigung seines Werks.

## Leben

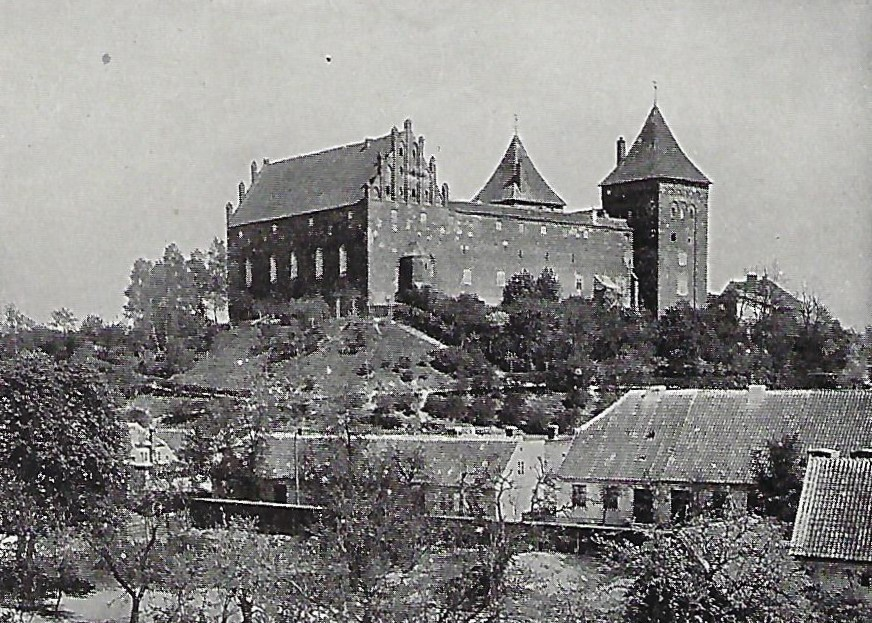
Die Neidenburg auf einer Aufnahme von vor 1927. Hier verbrachte Ferdinand Gregorovius seine ersten Lebensjahre.

Gregorovius entstammte einer masurischen Pfarrer- und Juristenfamilie. Er wurde am 19. Januar 1821 als Sohn von Ferdinand Timotheus Gregorovius und Wilhelmine Charlotte Dorothea Gregorovius (geb. Kausch) geboren. Sein Vater war Kreisjustizrat im ostpreußischen Neidenburg. Er bewog den zuständigen Stadtrat, die städtische Schlossruine auszubauen und zum Sitz der Justizbehörde zu machen. Auf diese Weise lebte die Familie Gregorovius mit ihren acht Kindern in den ersten Lebensjahren Ferdinands in der mittelalterlichen Ordensburg Neidenburg. Ferdinand Gregorovius behauptete später, ohne diese Erfahrung hätte er vielleicht nie die Geschichte Roms im Mittelalter geschrieben. Gregorovius’ Mutter starb 1831, zu einem Zeitpunkt, als er kaum sein zehntes Lebensjahr vollendet hatte. 1832 siedelte der junge Ferdinand Gregorovius gemeinsam mit seinem Bruder Julius in das Haus seines Onkels nach Gumbinnen über, um dort bis zu seinem siebzehnten Lebensjahr das Gymnasium, die Friedrichschule, zu besuchen. Sein älterer Bruder Gustav zog 1833 nach Griechenland, um dort als philhellenischer Freiheitskämpfer im Heer König Ottos gegen die Osmanen zu kämpfen.

### Universitätsjahre in Königsberg
Nach dem Abitur studierte Ferdinand Gregorovius ab Herbst 1838 an der Albertus-Universität Königsberg auf Wunsch des Vaters Evangelische Theologie. Als seine wahren Interessengebiete stellten sich bald Philosophie, Geschichte und Literatur heraus. Als vierter seiner Familie wurde Ferdinand Gregorovius Mitglied des Corps Masovia. Am 10. September 1840 nahm er als Entrepreneur an einem Fackelzug teil, mit dem die Königsberger Studentenschaft Friedrich Wilhelm IV. und seiner Frau Elisabeth Ludovika von Bayern zum Regierungsantritt huldigte.
Nachdem Gregorovius im Herbst 1841 das Theologenexamen bestanden hatte, predigte er zweimal, in der Evangelischen Pfarrkirche Rhein und in seiner Heimatstadt Neidenburg. In Rhein soll sein Onkel, der Superintendent Pianka, die Predigt gelobt, Gregorovius aber von weiteren Kanzelreden abgeraten haben. Gregorovius selbst hielt sich zum Beruf des Pfarrers für ungeeignet und nahm das Philologiestudium wieder auf. In dieser Abkehr von der Theologie wirkten Karl Gutzkow und das Junge Deutschland. Seine Doktorarbeit über die Ästhetik Plotins schrieb Gregorovius bei Karl Rosenkranz, der ihm die Philosophie Georg Wilhelm Friedrich Hegels nahebrachte. Ende 1843 wurde er zum Dr. phil. promoviert, seine Doktorarbeit beurteilte Rosenkranz als „selten trefflich“. Beim Abgang von der Albertus-Universität erhielt er vom Königsberger Senioren-Convent ein Comitat. Masovia wählte ihn zum Ehrencorpsburschen.
In dieselbe Zeit fällt Gregorovius’ erste schriftstellerische Tätigkeit. 1843 erschien unter dem Pseudonym Ferdinand Fuchsmund seine antijesuitische Satire Konrad Siebenhorn’s Höllenbriefe an seine lieben Freunde in Deutschland. Erkennbar ist hier der Einfluss Johann Jacobys, dessen Kreis Gregorovius in seinen Königsberger Jahren angehörte. Zum Kreis um Jacoby gehörten zudem unter anderem Adolph Samter, Ludwig Walesrode, Rudolf von Gottschall, Albert Dulk und Karl Reinhold Jachmann. Nach zwei Jahren als Hauslehrer in der Provinz kehrte Gregorovius nach Königsberg zurück. Er unterrichtete an einer Privatschule. 1845 veröffentlichte er seinen ersten und einzigen Roman Werdomar und Wladislaw. Aus der Wüste der Romantik, der die Geschichte zweier Freunde, eines preußischen und eines polnischen, enthält, die wegen ihrer liberaler Ideen verfolgt werden. Ab 1845 engagierte sich Gregorovius in der „Königsberger Bürgergesellschaft“. Während des Revolutionsbienniums 1848/49 wirkte er als Mitglied im „Provinzial-Komité für volkstümliche Wahlen“ und im „Demokratisch-constitutionellen Club“. 1849 war er Abgeordneter beim demokratischen Provinzialkongress in Königsberg. Er war Redakteur der von Samter herausgegebenen liberalen Neuen Königsberger Zeitung, für die er von Mai 1848 bis zum Ende der Zeitung im Juni 1850 92 Leitartikel verfasste, und Mitarbeiter der Hartungschen Zeitung. 1848 erschien sein zweibändiges Buch Die Idee des Polentums, in dem er seiner Sympathie für die lange unterdrückte polnische Nation Ausdruck verlieh. 1849 veröffentlichte er die Polen- und Magyarenlieder sowie die Studie Göthe’s Wilhelm Meister in seinen socialistischen Elementen. Der Historiker Wilhelm Karl August Drumann förderte Gregorovius’ Interesse für Geschichte und ermunterte ihn zur Abfassung seiner ersten historischen Arbeit über den römischen Kaiser Hadrian, die 1851 erschien. Zeitgleich entstand die Tragödie Der Tod des Tiberius, welche die Enttäuschung über die politischen Zustände der Gegenwart auf den römischen Kaiser überträgt. Mit diesen beiden Arbeiten wählte Gregorovius erstmals Italien als Handlungsschauplatz. Im Vorwort zur 1884 erschienenen zweiten Auflage von Der Kaiser Hadrian behauptete er später einseitig und simplifizierend, diese Schrift sei für ihn „der Wegweiser nach Rom“ gewesen. 1852 veröffentlichte er in der von Robert Prutz herausgegebenen Zeitschrift Deutsches Museum seine Sommeridyllen vom samländischen Ufer, die das Genre seiner späteren Landschafts- und Reiseschilderungen vorwegnahmen.

### Leben in Rom
Im April 1852 verließ Gregorovius die Stadt Kants, um nach einem Besuch seiner Familie in Neidenburg über Posen und Wien nach Italien zu reisen. Vorausgegangen war, wie aus einem Brief an seinen Freund Ludwig Bornträger (1828–1852) bekannt ist, eine Beschäftigung mit italienischer Renaissance-Literatur, insbesondere die Lektüre Dante Alighieris, Ludovico Ariostos, Torquato Tassos und Niccolò Machiavellis. In demselben Brief offenbarte Gregorovius dem Maler Bornträger seine Enttäuschung über das Scheitern der Märzrevolution und seine innere Krise, die er mit dem Zustand der deutschen Literatur nach Goethe begründete. Hinzu kam eine akademische Perspektivlosigkeit – an eine Habilitation war nach seinem politischen Engagement während der Revolution nicht mehr zu denken. Bornträger, der zur Linderung eines Lungenleidens in Begleitung seiner Mutter Klara Josephe nach Italien aufgebrochen war, bot ihm einen Reisekredit in Höhe von 300 Talern an. Italien erschien Gregorovius 1852 somit als „‚Rettung‘ aus persönlicher Ausweglosigkeit“ und als „politisches und existentielles Exil“. In Wien erfuhr Gregorovius vom Tod Bornträgers in Pisa, die weitere Reise über Triest und Venedig nach Florenz „verlief in tiefer Depression“. In Florenz traf Gregorovius auf Klara Bornträger, die er bis nach Trient zurückbegleitete, um von dort wieder in die Arnostadt zurückzukehren. In Livorno beschloss Gregorovius, nach Korsika hinüberzufahren. Es folgten dreimonatige Wanderungen auf der Mittelmeerinsel, die ihn psychisch stabilisierten. Über die Wirkung des Korsikaaufenthaltes schrieb Gregorovius rückblickend im Tagebuch:

„Korsika entriß mich meinen Bekümmernissen, es reinigte und stärkte mein Gemüt; es befreite mich durch die erste Arbeit, deren Stoff ich der großen Natur und dem Leben selbst abgewonnen hatte; es hat mir dann den festen Boden unter die Füße gestellt.“

Seine Erfahrungen auf Korsika verarbeitete Gregorovius in einer Reihe von Artikeln für die renommierte Augsburger Allgemeine Zeitung, ein Organ des Verlagshauses Cotta. 1854 erschien sein Reisebericht in erweiterter Form einer zweibändigen Buchfassung. Die journalistische Arbeit für die Organe des Verlagshauses Cotta brachte Gregorovius nicht nur Renommé, sie war auch gut bezahlt und erwies sich somit in seinen frühen italienischen Jahren als existenzsichernd.
Nach einem mehrtägigen Aufenthalt auf Elba, aus dem ebenfalls ein literarischer Reisebericht hervorging, gelangte Gregorovius über Livorno nach Siena. Am 2. Oktober 1852 erreichte er nach einer Reise in einem Vetturinwagen Rom. Zunächst mietete er eine Dachkammer bei einem Bildhauer in der Via Felice 107. Ende 1854 zog er in die Via della Purificazione um, bekannt als das „Ghetto der deutschen Künstler“. Ab 1860 lebte er in einer Wohnung in der Via Gregoriana 13. Gerne hielt sich Gregorovius während seiner römischen Jahre auch in dem Städtchen Genzano in den Albaner Bergen südöstlich von Rom auf. Im Mai 1853 reiste er erstmals über Albano dorthin, über die Pontinische Ebene und die Gebiete des Garigliano gelangte er weiter nach Capua und schließlich nach Neapel. In Kampanien besuchte er neben Pompeji im Juli 1853 gemeinsam mit Friedrich Althaus und dem Kunsthistoriker Jacob Burckhardt Nocera, Salerno und die Tempelruinen von Paestum. Burckhardts später mit der Veröffentlichung des Cicerone beschlossenes Projekt, eine Abhandlung über die Kunstwerke Italiens zu verfassen, erwähnt Gregorovius in seinem Tagebuch jedoch nicht; eine spätere Begegnung zwischen Gregorovius und Burckhardt ist nicht bekannt. Mit Althaus wanderte Gregorovius zu Fuß weiter nach Amalfi und Sorrent. Einen Monat lang hielt sich Gregorovius im Folgenden auf Capri auf. Im Herbst folgte eine Reise nach Sizilien, wo er Palermo, Segesta, die Tempel von Agrigent, Catania, Syrakus, Taormina und Messina besuchte und den Gipfel des Ätna bestieg. Gregorovius hat diese Reisen in mehreren Beiträgen für die Augsburger Allgemeine Zeitung verarbeitet, die in überarbeiteter und erweiterter Form später in seinen Wanderjahren in Italien erschienen. An einem Plan, eine dreibändige Darstellung „Kulturfragmente aus Sizilien“ zu schreiben, hielt er bis 1855 fest, verwarf ihn dann jedoch.
Einer seiner ersten römischen Freunde war der aus Verona stammende Dante-Kenner Graf Paolo Perez, mit dem er nicht nur durch die römischen Ruinen wanderte, sondern auch die Dichterkreise Roms besuchte. Perez trat 1856 dem Orden der Rosminianer bei. Zwischen Januar und April 1854 arbeitete Gregorovius an der Studie „Die Grabmäler der Päpste“, die im selben Jahr in der Allgemeinen Monatsschrift für Wissenschaft und Literatur und drei Jahre später in Buchform erschien. 1856 veröffentlichte er eine Übersetzung der sizilianischen Lieder Giovanni Melis. Die Entscheidung, eine Geschichte Roms im Mittelalter zu schreiben, fiel laut Gregorovius’ Tagebuch am 3. Oktober 1854 beim Anblick der Stadt von der Tiberinsel San Bartolomeo: „Ich muß etwas Großes unternehmen, was meinem Leben Inhalt gäbe.“ Mit der Niederschrift des ersten Bandes begann Gregorovius am 12. November 1856. An dem epochalen Werk, das die „Erfüllung seines Lebens“ wurde, arbeitete er 18 Jahre. Kennzeichnend für die folgende Zeit wurde eine „Identität von Person, Werk und historischer Umgebung“. Ein ihm 1858 angebotenes Stipendium Großherzog Carl Alexanders von Sachsen-Weimar-Eisenach lehnte er ab, ebenso eine Finanzierung aus dem Schillerfonds. Auf Betreiben von Thiles und mit Unterstützung Christian Karl Josias von Bunsens finanzierte die preußische Regierung ab 1860 die Niederschrift der Geschichte der Stadt Rom mit 400 Talern jährlich, was Gregorovius die Vollendung seines Werks ermöglichte. 1866 wurde diese Finanzierung auf 200 Taler herabgesetzt, was Gregorovius ablehnte, woraufhin ihm von 1868 bis 1870 wieder die ursprüngliche Summe ausgezahlt wurde. Gregorovius litt an Migräne, Fieber und chronischem Schlafmangel, was ihn für längere Zeiten arbeitsunfähig machte. Er genoss und brauchte die „zaubervolle Stille“ des päpstlichen Rom. Rom war ihm zur Heimat geworden. Hier fand er Freunde wie Hermann von Thile, Clemens August Alertz, Eduard Mayer, Karl Lindemann-Frommel, Malwida von Meysenbug und Ersilia Caetani-Lovatelli. Eine enge Freundschaft verband ihn mit Pauline Hillmann, der Tochter eines ostpreußischen Gutsbesitzers, die im Winter 1856/57 mit Gregorovius’ Cousine Aurora in Rom weilte und 1866 an einem Fieber in Florenz starb. Zu Alfred von Reumont, der 1857 den ersten Band einer dreibändigen Geschichte Roms veröffentlichte, entwickelte sich ein Verhältnis der Konkurrenz, wobei Gregorovius sich jeden Vergleich mit von Reumont verbat – am 14. Juni 1868 notierte er in sein Tagebuch: „Die Arbeit Reumonts ist eine Kompilation, wozu er für das ganze Mittelalter ein Jahr gebraucht hat; meine Arbeit ist ein Originalwerk, entstanden aus Quellenforschung von fast schon sechzehn langen Jahren.“ Zudem betrachtete Gregorovius, wie aus seinem Tagebuch hervorgeht, Theodor Mommsen, der zeitgleich zu Gregorovius an der Römischen Geschichte arbeitete, als seinen Antipoden.
Im Unterschied zum Großteil seiner deutschen Zeitgenossen nahm Gregorovius an den Ereignissen von 1859/60, dem Zweiten Unabhängigkeitskrieg und dem garibaldinischen Zug der Tausend, die 1861 in die Gründung des italienischen Nationalstaats mündeten, mit Sympathie Anteil. Seine Risorgimento-freundliche Haltung manifestiert sich vor allem in den Tagebucheinträgen. 1859 reiste Gregorovius für Quellenstudien in die Abtei Montecassino. Im Sommer 1860 kehrte er zum ersten Mal nach acht Jahren in seine Heimat zurück; die Rückreise erfolgte über Südfrankreich. Im August und September 1861 besuchte Gregorovius für einige Tage Perugia und Florenz, wo er den Politiker und Historiker Michele Amari kennenlernte. Im Sommer 1862 reiste er über die Schweiz erneut nach Deutschland, diesmal nach Bayern. Von Juli bis September 1863 unternahm Gregorovius eine ausgedehnte Reise durch die Schweiz, Süddeutschland, Österreich und Oberitalien. Im August und September 1864 fuhr Gregorovius mit Karl Lindemann-Frommel und dessen Frau nach Neapel, wo er im Staatsarchiv arbeitete, und nach Sorrent. Im Sommer des Folgejahres reiste er über Florenz nach Kufstein und München. Für die Berliner National-Zeitung verfasste er einen Bericht über das Thierseer Passionsspiel, dem er am 29. Juli beiwohnte. Die Rückreise erfolgte über Innsbruck, Bozen, Bologna und Florenz. 1866 wurde für Gregorovius durch den Verlust Pauline Hillmanns und seines Bruders Rudolf ein „Jahr der Trauer“. In den ersten Tagen des Januar 1867 schrieb Gregorovius den Aufsatz „Das Reich, Rom und Deutschland“ für die Augsburger Allgemeine Zeitung. Im Oktober erlebte er den garibaldinischen Versuch zur Eroberung Roms, der am 3. November in der Niederlage bei Mentana gegen päpstliche und französische Truppen endete, aus unmittelbarer Nähe mit. Gregorovius hat über diese Ereignisse für die Augsburger Allgemeine Zeitung in einer mehrteiligen Artikelserie berichtet, 1871 erschien dieser Beitrag in erweiterter Form unter dem Titel „Der Krieg der Freischaaren um Rom“ im vierten Band seiner „Wanderjahre“.
Nach Vollendung der Geschichte der Stadt Rom im Mittelalter beschloss Gregorovius, nach Deutschland zurückzukehren. Den Abschluss seiner römischen Jahre bildeten das Verfassen einer Monographie über Lucrezia Borgia und eine Reise nach Süditalien in Begleitung Raffaele Marianos. Letztere diente als Grundlage für die „Apulischen Landschaften“, den 1877 veröffentlichen letzten Band der „Wanderjahre“. Im letzten römischen Tagebucheintrag vom 14. Juli 1874 heißt es: „Meine Mission in Rom ist beendigt. Ich war hier ein Botschafter in bescheidenster Form, doch vielleicht in einem höheren Sinn als diplomatische Minister.“

### Lebensabend in München, Griechenland- und Orientreise
1874 übersiedelte er nach München, wo er mit einer verwitweten Schwester und einem unverheirateten Bruder in der Barer Straße 5 zusammenlebte. Gregorovius wählte München als Lebensort wegen der Bibliothek, einiger persönlicher Kontakte und der relativen geographischen Nähe zu Italien. Alljährlich kehrte er bei Einbruch des Winters für mehrere Monate nach Rom zurück. 1876 wurde Gregorovius der erste deutsche und der erste protestantische Ehrenbürger Roms. Nach Vollendung seiner Geschichte der Stadt Rom verfiel Gregorovius in eine innere Krise, die er so beschrieb:

„Ich fühlte immer mehr, daß seit der Beendigung meiner großen Arbeit eine Lücke in mir zurückgeblieben ist, welche ich schlechterdings nicht ausfüllen kann; denn noch bis zum heutigen Tage hat sich kein zukunftsvoller Gedanke vor mich hingestellt. Ich bin wie eine Schildkröte, welche am Ufer des Meeres auf ihrem Rücken zu liegen gekommen ist.“

Auf eine Anfrage des Verlagshauses C. H. Beck, eine Geschichte des deutschen Volkes in einem Band zu verfassen, reagierte er ausweichend. Ebenso lehnte er die Einladungen des Großherzog Carl Alexander ab, eine Geschichte der Wartburg oder eine Biographie Bernhards von Sachsen-Weimar zu schreiben. 1878 bat ihn die italienische Königin Margherita erfolglos in einer Privataudienz, die Geschichte der Familie Savoyen zu schreiben. Mehrere Jahre lang arbeitete Gregorovius an einer Darstellung des Dreißigjährigen Kriegs, doch gab er schließlich das Vorhaben zugunsten der Geschichte der Stadt Athen im Mittelalter auf. Die Motivation zu letzterem Vorhaben bezog Gregorovius erneut aus der eigenen Anschauung: 1880 unternahm er eine zweimonatige Reise nach Griechenland. Diese inspirierte ihn auch in der Manier der „Wanderjahre“ zur Abfassung der 1882 erschienenen Schrift Korfu. Eine ionische Idylle und einer Skizze aus der Landschaft Athens. Im Frühjahr 1882 folgte eine ausgedehnte Reise in den Orient, auf der er Ägypten, Syrien, die Türkei und Jerusalem besuchte. Gregorovius plante auch die Niederschrift einer Geschichte Jerusalems, die jedoch nicht zustande kam. 1882 veröffentlichte er die Biographie Athenais. Geschichte einer byzantinischen Kaiserin über die Ehefrau des oströmischen Kaisers Theodosius II.
Nach dem Fall der weltlichen Herrschaft des Papsttums und der Erklärung Roms zur Hauptstadt des Königreich Italien betrachtete Gregorovius die architektonischen Umgestaltungen in Rom mit Schmerz und Bedauern. Der intensiven Bautätigkeit, etwa der Tiberregulierung, fielen auch zahlreiche mittelalterliche Bauten zum Opfer. Die Pläne für das spätere Monumento a Vittorio Emanuele II sah Gregorovius mit Entsetzen. Am 29. Mai 1881 klagte er in einer öffentlichen Vorlesung der Akademie von San Luca diese urbanistische Entwicklung an. Seine vier Briefe an den Präsidenten der Akademie, in denen er unter anderem vorschlug, eine Dokumentation der von der Zerstörung bedrohten Bausubstanz zu erstellen, blieben erfolglos. 1886 ging er zum öffentlichen Protest über, indem er seinen Brief vom 26. März dieses Jahres an den Präsidenten der Akademie unter dem Titel „Der Umbau Roms“ in der Augsburger Allgemeinen Zeitung publizieren ließ. Auch diese Initiative blieb ohne Wirkung.
1889, nach der Vollendung der Geschichte der Stadt Athen im Mittelalter, betrachtete Gregorovius sein Werk als abgeschlossen. Am 28. Juni 1889 setzte er sein Testament auf. Im Herbst des Jahres übergab er nach Durchsicht seiner Papiere einen großen Teil seiner persönlichen Dokumente und Manuskripte dem Feuer. Wie die Brandspuren erkennen lassen, wurden manche Manuskripte noch im letzten Moment von ihm oder seinen Geschwistern gerettet. Freunde und Bekannte forderte er zur Vernichtung seiner Briefe auf. Dieses Schicksal ereilte etwa auch den über vierzig Jahre geführten Briefwechsel mit Friedrich Althaus.
Am 1. Mai 1891 starb Gregorovius im Alter von siebzig Jahren an einer Hirnhautentzündung. Nach seinem Tod telegrafierten seine Angehörigen seinem Wunsch entsprechend nach Rom: „È morto Ferdinando Gregorovius, cittadino romano. München, 1. Mai 1891.“ Seine Familie erreichten nach seinem Tod über 60 Beileidsbriefe und -telegramme, darunter berühmte Absender aus Wissenschaft, Kunst und europäischen Adels- wie Königshäusern. Sein Vermögen vermachte Gregorovius der Stadt Neidenburg. Sein Leichnam erfuhr eine Feuerbestattung, seine Asche wurde vermutlich in einer Urne in der Schlosskapelle Georg von Wertherns in Beichlingen beigesetzt, von wo aus sie später nach Neidenburg gelangte. Dort wurde die Urne während des Zweiten Weltkriegs zerstört.

## Selbstverständnis
Während der frühen italienischen Jahre schwankte Gregorovius zwischen Dichtung, literarischem Journalismus und Geschichtsschreibung. Diese Interessenparallelität blieb zwar grundsätzlich auch später noch erhalten, seit dem 1854 gefassten Entschluss, die Geschichte der Stadt Rom zu verfassen, wurde der Geschichtsschreibung jedoch zunehmende Priorität eingeräumt.
In einem Brief an Georg von Cotta charakterisierte Gregorovius sein Selbstverständnis als Historiker wie folgt:

„Ich bin nicht Schüler Herrn Rankes (es zu sein, würde mir gewiß Ehre bringen); meine Individualität ist gänzlich von der Weise des berühmten Mannes verschieden, und ich verfolge allein meinen Weg. Ich suche Forschung und künstlerische Darstellung zu vereinigen und wünsche auch, daß man mir zugäbe, die Kunst des Erzählens zu besitzen, welche in Deutschland nicht häufig ist.“

Bis weit in die 1860er-Jahre verstand sich Gregorovius – in zunehmendem Maße kontrafaktisch – als Literat, der unter anderem historische Studien treibt. Seine Geschichtsschreibung fasste Gregorovius „als Dichtung mit künstlerischem Anspruch“ auf.
Kennzeichnend für Gregorovius’ Leben und Werk sind „Außenseitertum“, „Einzelgängertum“ und der „l’art pour l’art Standpunkt“. Gregorovius wollte seine „Freiheit und Unabhängigkeit“ als Privatgelehrter bewahren. Daher verzichtete er bewusst auf eine Professur in Deutschland und lehnte die Einladungen Großherzog Carl Alexanders und Maximilians II. nach Weimar und München ab.
Die Motivation zu seinen Arbeiten bezog Gregorovius häufig, dem Konzept Goethes entsprechend, aus der eigenen Anschauung. Damit unterscheidet er sich fundamental von anderen Rom-Historikern wie Theodor Mommsen oder Barthold Georg Niebuhr, der Rom zum ersten Mal nach Veröffentlichung seiner Römischen Geschichte sah.

## Werk

### Korsika
Gregorovius’ 1854 erschienenes Korsika-Buch gliedert sich in zwei Teile: Eine Geschichte der Insel und eine Schilderung seiner Wanderungen. Nach dem Urteil Francis Pomponis ist die historische und literarische Ordnung des Reiseberichts „von Abschweifungen zergliedert und mit Exzerpten aus Schriften früherer Autoren überladen“. Gregorovius habe für seine Darstellung allerdings gut recherchiert: So las er die wichtigen Arbeiten des 18. Jahrhunderts wie James Boswells Account of Corsica, Giulio Matteo Natalis Disinganno intorno alla guerra di Corsica und Gregorio Salvinis Giustificazione della rivoluzione di Corsica; daneben berücksichtigte er auch die jüngeren Darstellungen von Francesco Ottaviano Renucci und Joseph-Marie Jacobi; zudem knüpfte er Kontakte zu lokalen Intellektuellen. Sein Reisebericht ist gespickt von historischen Bemerkungen, vielfach evozieren seine Eindrücke Erinnerungen an die Antike. Darüber hinaus enthält die Schilderung Genreszenen, lebendige Porträts von Personen und die Darstellung verschiedener sozialer Typen. Mit dem „Blick des Anthropologen“ beschreibt und erklärt er Sitten und Gebräuche der Korsen. Bei seiner Darstellung der Blutrache (vendetta) verweist Gregorovius auf parallele Bräuche in Kalabrien, Sizilien, Albanien und Montenegro und vermeidet somit den Fehler vieler anderer Autoren, die vendetta als eigentümlich korsisches Phänomen darzustellen. In seinem ethnologischen Interesse für die Geschichte der einzelnen Volksgruppen manifestieren sich Einflüsse der Romantik. Wenn er von den unverdorbenen „Wilden“ und von einer „demokratische[n] Gleichheit des Lebens“ auf Korsika spricht, klingt unverkenntlich das aufklärerische Erbe Jean-Jacques Rousseaus durch. Zugleich kündigen sich in Widerspruch dazu auch Positivismus und Fortschrittsglaube an, wenn Gregorovius empfiehlt, die archaische Insel zum Wohl ihrer Einwohner zu kolonisieren und die Infrastruktur zu stärken. Für die fatalen Zustände macht Gregorovius die französische Regierung verantwortlich, deren Zollregelungen er unter anderem heftig kritisiert. Der Korse, so Gregorovius, sei „entschieden Italiener“.

### Wanderjahre in Italien
Gregorovius veröffentlichte die Beiträge, die später unter dem Namen „Wanderjahre in Italien“ bekannt wurden, zunächst als Artikel in Blättern des Cotta- und Brockhausverlags: So erschienen viele seiner Essays in Erstfassung anonym in der Augsburger Allgemeinen Zeitung, mit Namensnennung hingegen in Deutsches Museum, Blätter für literarische Unterhaltung, Die Gegenwart und Unsere Zeit. 1856 erschien im Brockhaus-Verlag der Band Figuren. Geschichte, Leben und Scenerie in Italien, für den Gregorovius ursprünglich den Titel „Pandora“ geplant hatte. 1861 folgte die Veröffentlichung von Siciliana. Wanderungen in Neapel und Sizilien, 1864 Lateinischer Sommer. 1870 wurden die Bände in einer neuen Auflage unter dem Titel Wanderjahre in Italien veröffentlicht: Die „Figuren“ bildeten den ersten Band der Sammlung, „Lateinischer Sommer“ den zweiten und die „Siciliana“ den dritten. 1871 erschien Band 4 der „Wanderjahre“ unter dem Titel Von Ravenna bis Mentana, 1877 der fünfte und letzte Band Apulische Landschaften.
Band 1 enthält die Aufsätze „Die Insel Elba“, „Der Ghetto und die Juden in Rom“, „Idyllen vom Lateinischen Ufer“, „Das Cap der Circe“, „Römische Figuren“, „San Marco in Florenz“, „Toscanische Melodien“ und „Die Insel Capri“. Band 2 umfasst „Subiaco, das älteste Benedictinerkloster des Abendlandes“, „Aus der Campagna von Rom“, „Aus den Bergen der Herniker“, „Aus den Bergen der Volsker“, „Von den Ufern des Liris“, „Die römischen Poeten der Gegenwart“ und „Avignon“. In Band 3 finden sich „Neapel“, „Palermo“, „Agrigent“, „Syrakus“, „Die sicilianischen Volkslieder“ und „Neapel und Sicilien vom Jahre 1830 bis 1852“. Band 4 enthält „Streifzug durch die Sabina und Umbrien“, „Das Reich, Rom und Deutschland“, „Das Schloß der Orsini in Bracciano“, „Der Krieg der Freischaaren um Rom“ und „Eine Pfingstwoche in den Abruzzen“. Band 5 umfasst die Aufsätze „Benevent“, „Lucera, di Saracenen-Colonie der Hohenstaufen in Apulien“, „Manfredonia“, „Der Erzengel auf dem Berg Garganus,“ „Andria“, „Castel del Monte, Schloß der Hohenstaufen in Apulien“, „Lecce“ und „Tarent“.
Im Unterschied zum fast zeitgleich entstandenen Cicerone. Eine Anleitung zum Genuss der Kunstwerke Italiens Jacob Burckhardts wählte Gregorovius in seinen „Wanderjahren“ keinen systematischen Zugriff, sondern bevorzugte die Darstellung einzelner Orte und Landschaften, „denen er durch die Freilegung ihrer historischen Dimensionen eine repräsentative Stellung zuerkennt.“ Die Grundlage aller Aufsätze der „Wanderjahre“ war das persönliche Erlebnis, insbesondere „die Wanderung durch eine Landschaft, die Begegnung mit Personen, die Teilnahme an traditionsreichen Festen.“ Die „Römischen Figuren“ sind als literarischer Wettstreit mit Goethes „Römischem Karneval“ zu verstehen und ohne dieses Vorbild undenkbar.

### Geschichte der Stadt Rom im Mittelalter
Gregorovius’ Lebenswerk, an dem er über 18 Jahre lang arbeitete, behandelt in acht Bänden die Geschichte der Stadt Rom vom Beginn des fünften Jahrhunderts bis zum Ende des Pontifikats Clemens’ VII. im Jahr 1534. Man kann vereinfacht sagen, dass die Plünderung Roms durch die Westgoten unter Alarich 410 und der Sacco di Roma durch die Truppen Kaiser Karls V. 1527 die Eckpunkte seiner Darstellung bilden. Sein erstes Manuskript trug noch den Titel „Chronik der Stadt Rom im Mittelalter“. Gregorovius hat den „Weltbezug“ Roms sehr weit aufgefasst, sodass seine Geschichte der Stadt Rom häufig den Kontext der großen europäischen Geschichte miteinbezieht und daher auf vielen Seiten Rom selbst überhaupt nicht behandelt. Das ursprüngliche Werk verfügt über einen reichen Anmerkungsapparat, der erst in späteren Ausgaben verkürzt oder weggelassen wurde. Gregorovius aktualisierte das Werk in mehreren Neuauflagen.
Der Autor begann seine Darstellung mit einer Beschreibung der 14 mittelalterlichen Stadtteile Roms (rioni). Es folgte eine allgemeine „Ansicht der Stadt Rom in der späten Kaiserzeit“. Im Anschluss daran zeigt Gregorovius die Veränderungen auf, die Rom durch das Christentum erfuhr. Er entlarvte die Behauptung italienischer Historiker, die Goten hätten 410 die Bauwerke Roms zerstört, als Übertreibung, indem er nachwies, dass die Monumente der Stadt während dieser Plünderung tatsächlich unversehrt blieben. Gregorovius trug zudem Wesentliches zur Erforschung der römischen Stadtverfassung bei, deren Untergang er bereits für das Frühmittelalter feststellte.
Laut Arnold Esch ist die zeitgebundene Perspektive Gregorovius’ unübersehbar: So werde das für das 19. Jahrhundert charakteristische nationalstaatliche Prinzip auf das Spätmittelalter übertragen. Eine Fachterminologie habe Gregorovius bewusst vermieden. Nach Eschs Urteil blendete Gregorovius zwar die Wirtschaftsgeschichte Roms aus, aber durch seine Absicht, eine umfassende Darstellung zu schreiben, habe er deutlich mehr Aspekte behandelt, als zu seiner Zeit üblich war. So habe seine Darstellung in einem weiten Sinne von Kulturgeschichte auch vieles erfasst, was sich erst im 20. Jahrhundert als eigenständige methodische Richtung historischer Forschung etablierte: Alltagsgeschichte, Mikrogeschichte, Longue durée, Demografie und „topographie réligieuse“.
Für seine Arbeit besuchte Gregorovius in Rom die Biblioteca Angelica, die Sessoriana und die Barberina. Ab 1859 erhielt er durch Fürsprache Alfred von Reumonts bei Kardinal Giacomo Antonelli Zugang zur Biblioteca Vaticana. Er baute Kontakte zu zahlreichen italienischen Archivaren und Historikern auf, so zu Michele Amari, Luigi Tosti und Tommaso Gar. Als wichtige Quellengrundlage dienten Gregorovius unter anderem die von Lodovico Antonio Muratori edierten italienischen Chroniken. Darüber hinaus verwendete er die großen alten Urkundensammlungen. Ab 1858 unternahm Gregorovius wiederholt Archivreisen in andere italienische Städte. Früh wurden ihm die römischen Privatarchive zugänglich. Nach dem Fall der weltlichen Herrschaft des Papsttums 1870/71 standen Gregorovius auch die Archive der römischen Pfarrkirchen offen. Das Vatikanische Archiv blieb ihm verschlossen.
1872 beschloss der römische Stadtrat, eine italienische Übersetzung auf Kosten der Kommune zu drucken. 1874 setzte der Vatikan das Buch auf den Index librorum prohibitorum.

### Dichtungen
Vor allem in seinen frühen Jahren trat Gregorovius auch als Dichter in Erscheinung. 1858 erschien Gregorovius’ erfolgreichstes Gedicht, das in Hexametern verfasste Epos Euphorion. Eine Dichtung aus Pompeji in vier Gesängen. In einem privaten Brief von 1864 beklagte sich Gregorovius über das Erlöschen seiner dichterischen Kraft, wofür er das Projekt der Geschichte Roms verantwortlich machte:

„Die Muse war in mir gleichsam tot, erdrückt durch den großen Stein ‚Rom‘; und die poetischen Keime in mir glichen oder gleichen noch geradezu jenen gequälten Pflanzenkeimen, die man manchmal auf dem Felde findet, wenn man einen Stein aufhebt.“

Nach Hanno-Walter Kruft ist Gregorovius’ lyrisches Werk „durch und durch epigonal“. Im Unterschied zu Mommsen, Burckhardt und vielen anderen Wissenschaftlern des 19. Jahrhunderts seien seine Dichtungen jedoch für ihn nicht nur jugendliche Versuche gewesen, sondern „eine lebensnotwendige Fiktion, die ihn bis ins Alter begleitete.“ Ernst Osterkamp charakterisiert Gregorovius’ poetisches Werk als „nahezu durchgängig von beklemmender Mittelmäßigkeit“. Gregorovius sei sich des geringen künstlerischen Wertes seiner Dichtungen – mit Ausnahme von „Euphorion“ und weniger weiterer kleiner Gedichte – selbst nicht unbewusst gewesen, da er 1860 einige Gedichte eigenhändig verbrannte und sich nie zur Herausgabe eines Gedichtbandes entschließen konnte. Erst nach seinem Tod veröffentlichte Adolf Friedrich von Schack 1892 seine Gedichte in einer Buchfassung.

### Tagebücher
Ob Gregorovius bereits vor seiner Italienreise 1852 ein Tagebuch führte, ist unbekannt. Während der italienischen Jahre von 1852 bis 1874 schrieb er regelmäßig Tagebuch. Diese Aufzeichnungen wurden „keineswegs im Hinblick auf ihre Veröffentlichung“ geschrieben, sondern waren „ein persönlicher Rechenschaftsbericht“. Sie geben Einblick in „die Entstehung seines Werkes, die ständig expandierenden sozialen Verflechtungen und seine Anteilnahme am italienischen Risorgimento“. Zum Teil dienten die Aufzeichnungen als Materialgrundlage für Gregorovius’ journalistische Arbeiten und seine späteren Aufsätze in den „Wanderjahren“.
In seinen letzten Lebensjahren unterzog Gregorovius seine Tagebuchaufzeichnungen der italienischen Jahre einer gründlichen Revision, bevor er sie dem Londoner Germanistikprofessor Friedrich Althaus, einem langjährigen Freund, hinterließ. Zwar habe Gregorovius eine Veröffentlichung weder verboten noch angeordnet, doch interpretierte Althaus das Vorgehen Gregorovius’ so, dass eine Veröffentlichung „in seinen Wünschen gelegen“ habe: Denn Gregorovius habe die Tagebücher nicht nur vor seinem Tod revidiert, sie seien bezeichnenderweise auch der Vernichtungsaktion von 1889 (siehe oben) entgangen. Althaus publizierte daher die Aufzeichnungen unter dem Titel „Römische Tagebücher“ bereits 1892, im Jahr nach Gregorovius’ Tod. Jens Petersen nennt die Tagebücher ein „letztes Dokument der Selbststilisierung“. Nach Markus Völkel sei es offensichtlich, dass Gregorovius „nur die Spanne seiner eigentlichen römischen Existenz für mitteilenswert“ gehalten habe, „seine Akme, die mit der Entstehung der ‚Geschichte der Stadt Rom‘ zusammenfiel“. So habe Gregorovius gewollt, dass seine Tagebücher als „sein letztes Geschichtswerk“ gelesen würden. 1893 erschien eine leicht revidierte Edition. 1894 wurde eine italienische Fassung, die in den 1960er- und 1970er-Jahren wiederaufgelegt wurde, 1907 eine englische Übersetzung herausgegeben. Das Originalmanuskript der „Römischen Tagebücher“ ist heute verschollen.
Zum 100. Todestag Gregorovius’ erschien 1991 erstmals eine vollständige, von Markus Völkel und Hanno-Walter Kruft herausgegebene Edition der „Römischen“ und „Nachrömischen Tagebücher“. Letztere befinden sich in Gregorovius’ Nachlass (den Gregoroviusiana), der sich heute in der Bayerischen Staatsbibliothek in München befindet. Das nachrömische Tagebuch führte Gregorovius bis Ende Oktober 1889, wo es plötzlich einundeinhalb Jahre vor seinem Tod abbricht. Die Einträge sind weniger regelmäßig als in den Römischen Tagebüchern. Als besonders ausführlich erweisen sie sich dort, wo sie von den Italienreisen handeln, die Gregorovius in seinen Münchner Jahren in regelmäßigen Abständen unternahm.
Für die Griechenland- und Orientreise verwendete Gregorovius gesonderte Notizbücher, die nicht erhalten sind.

### Briefe
Trotz seines 1889 unternommenen Versuchs, einen Teil seines Nachlasses zu zerstören, haben sich mehrere Tausend Briefe aus der Feder Gregorovius’ erhalten. Sein epistolarisches Werk gehört laut Angela Steinsiek zu „den bedeutendsten deutschen Briefkorpora des 19. Jahrhunderts“ und stellt ein „einzigartiges Dokument der europäischen Wissenschaftsgeschichte im 19. Jahrhundert“ dar. 2000 bekannten Briefen von Gregorovius steht die vergleichsweise geringe Zahl von 400 Gegenbriefen gegenüber. Gregorovius führte Korrespondenzen mit deutschen und italienischen Historikern, Schriftstellern, Verlegern, Politikern und bildenden Künstlern. Der Umfang seines epistolarischen Werks zeigt seine transnationale Vernetzung in der europäischen Kulturwelt. Bekannte Korrespondenten waren unter anderem Berthold Auerbach, Michelangelo Caetani und Ersilia Caetani-Lovatelli, Robert Davidsohn, Ferdinand Freiligrath, Karl Gutzkow, Giovanni Gozzadini, Theodor und Paul Heyse, Alexander und Mathilde von Humboldt, Karl und Manfred Lindemann-Frommel, Raffaele Mariano, Malwida von Meysenbug, Hermann Reuchlin, Alfred von Reumont, Karl Rosenkranz, Adolf Friedrich von Schack, Salvatore Viale, Rudolf Virchow und Friedrich Theodor Vischer. Zu den umfangreichsten Korrespondenzen zählt mit 118 Schreiben die an Hermann von Thile.

### Zeichnungen
Neben seinem umfangreichen schriftstellerischen Werk hat Gregorovius acht kleinformatige Skizzenbücher hinterlassen, die ungefähr 400 Zeichnungen sowie Reisenotizen, bibliographische Angaben und Abrechnungen enthalten. Sie sind Teil der Gregoroviusiana. Bei den Zeichnungen handelt es sich vor allem um Landschaftswiedergaben. Gregorovius gebrauchte vorwiegend den Bleistift als Zeichenmaterial, bisweilen auch die Feder, wohingegen nur ein einziges Aquarell von ihm erhalten ist. In seinen italienischen Jahren hat Gregorovius insgesamt sechs Skizzenbücher gefüllt, die von 1852 bis 1860 reichen: Dabei war Gregorovius besonders von 1852 bis 1855 zeichnerisch aktiv, während 1858 eine Pause eintrat; das letzte der italienischen Skizzenbücher datiert auf 1859/60. Das nächste erhaltene Skizzenbuch entstand erst 20 Jahre später. Dafür können Zufälle der Erhaltung verantwortlich sein, der Kunsthistoriker Hanno-Walter Kruft hält es jedoch für wahrscheinlicher, dass Gregorovius nur in bestimmten Lebensabschnitten das Bedürfnis zu zeichnen verspürte.
Tagebücher und Skizzenbücher sieht Kruft als eine „Einheit“ an, die als „gemeinsame Grundlage der späteren Ausarbeitung in den ‚Wanderjahren‘“ gedient habe. Gregorovius habe „sinnlich-optische Eindrücke“ festgehalten, um diese später sprachlich zu gestalten. Die Zeichnungen seien somit niemals Selbstzweck gewesen, sondern hätten auf eine „literarische Auswertung“ abgezielt. Demzufolge wäre es nach Kruft auch falsch, Gregorovius als Inhaber einer künstlerisch-literarischen Doppelbegabung auf eine Ebene mit Salomon Gessner, Goethe, E. T. A. Hoffmann, Gottfried Keller oder Adalbert Stifter zu stellen, für die Zeichnung und Malerei nur andere Medien künstlerischen Ausdrucks darstellten.

## Rezeption

### Gregorovius im Urteil von Zeitgenossen und Nachwelt
Bis weit ins 20. Jahrhundert hinein gehörte Gregorovius zu den meistgelesenen deutschsprachigen Geschichtsschreibern. Die literarische Qualität seiner historiographischen Arbeiten wurde nie bestritten; bezweifelt wurde von Fachhistorikern jedoch zum Teil ihr wissenschaftlicher Wert. So blieb Gregorovius die Anerkennung vonseiten der akademischen Welt, die ihm Dilettantismus vorwarf, vielfach verwehrt.
Jacob Burckhardt urteilte gegenüber Ludwig von Pastor: „Gregorovius hat seine Verdienste, aber er läßt der Phantasie zu viel Spielraum.“ Leopold von Ranke nannte Gregorovius einen „Historiker für Touristen“, seine Geschichte der Stadt Rom sei „italianisierend“. Dagegen lobte der deutsche Historiker Ernst Bernheim in seiner erstmals 1889 veröffentlichten Lehrbuch der historischen Methode Gregorovius’ Geschichte der Stadt Rom im Mittelalter als „ein Muster […] gelungener Vereinigung streng wissenschaftlicher und ästhetisch anziehender Darstellung selbst eines vielfach spröden Stoffes“, das er „dem ästhetisch interessierten Historiker zum Studium“ empfehle. Für Karl Krumbacher „erfüllte Gregorovius als Geschichtsschreiber“ wiederum „nicht die höchsten Anforderungen“. In seinem Nachruf maß er ihn an Ranke und Theodor Mommsen:

„Er hat nicht die dramatische Lebendigkeit, die aphoristische Kürze und die objektive Zurückhaltung, durch welche Ranke die Verehrung der Historiker errungen und die Wirkung auf weitere Kreise verscherzt hat; er ist entfernt von der epigrammatischen Schärfe und der kernigen, gedankenschweren Straffheit, welche wir an Mommsen bewundern; was sein Wesen und seine Stärke ausmacht, ist vielmehr jene in epischer Breite hinfließende, durch behaglich ausgeführte Vergleiche und wirkungsvolle Bilder belebte, farbenreiche, selbst vor Wiederholungen nicht zurückscheuende, aber immer durch sittliche Wärme und vornehmen Ton gehobene Erzählungsweise, die seit den Tagen Homers das Gemüt des Menschen bei der Mitteilung geschichtlicher Begebenheiten am meisten gefesselt hat.“

Ähnlich negativ beurteilte Eduard Fueter in seiner 1911 erschienenen Geschichte der neueren Historiographie die Geschichtsschreibung Gregorovius’:

„Mit der ästhetischen Richtung Renans und Burckhardts nahe verwandt war die historiographische Tätigkeit Ferdinand Gregorovius’ […]. Nur daß Gregorovius schwerblütiger und geistig weniger beweglich war als die beiden Genannten. Er war auch weniger originell. […] Er war ein typischer Vertreter des Italienreisenden alter Schule, der für alte Kunst, Ruinen und malerisches Volksleben schwärmte und lieber die Phantasie mit stimmungsvollen Bildern füllte als die realen historischen Begebenheiten nüchtern untersuchte. […] Er war ein guter Schilderer und Erzähler, aber kein großer Historiker.“

Der renommierte Althistoriker Arnaldo Momigliano sprach 1937 abschätzig von einer „Geschichte à la Gregorovius“, um damit eine im Vergleich zu Edward Gibbons History of the fall and decline of the Roman Empire unfundierte Arbeit zu kennzeichnen.
Ein ungeteilt positives Urteil erfuhr jedoch von Anfang an und auch vonseiten der Historikerzunft Gregorovius’ 1871 erschienene Biographie Lucrezia Borgia und ihre Zeit. Wilhelm Dilthey lobte das Buch etwa mit den Worten:

„Gregorovius hat auf Grundlage von Urkunden eine wohlbegründete Geschichte dieser Frau geschaffen, deren Leben vordem ein Roman war. Und auch hier wie in so vielen anderen Fällen verlieren die Ereignisse nichts an ihrem Zauber, indem sie auf ihre kritische Wahrheit zurückgeführt werden. Diese Biographie, dargestellt in der glänzenden Sprache des hervorragenden Geschichtsschreibers, ist eine wertvolle Bereicherung unserer, der Lektüre der Gebildeten bestimmten historischen Literatur.“

Noch die heutige Forschung zieht diese Arbeit von Gregorovius als Standardwerk heran.
Bertrand Russell nannte die Geschichte der Stadt Rom im Mittelalter ein „delightful book“. Thomas Mann notierte am 19. Februar 1948 anlässlich seiner Vorarbeiten zum Roman Der Erwählte: „Im Gregorovius, der weit über meinen Gegenstand hinaus interessant.“ Golo Mann nannte die Geschichte der Stadt Rom eines „der nicht gar zu vielen vollkommenen historischen Werke in deutscher Sprache“.
In jüngerer Zeit wurden Gregorovius’ Verdienste durchaus auch von akademischer Seite gewürdigt: Laut Arnold Esch erweist sich Gregorovius bei seiner Darstellung des Spätmittelalters in der Geschichte der Stadt Rom „als selbständiger, den Quellenbestand erweiternder und kritisch auswertender Historiker, darin besser als die meisten seiner Zeitgenossen und manche seiner Nachfolger“. David S. Chambers nannte ihn einen „pioneer explorer of archives, particulary relating to Rome in the fifteenth and sixteenth centuries“. Hanno-Walter Kruft bezeichnete das Werk Gregorovius’ als eine „einmalige, sehr respektable Leistung“. Gregorovius schreibe jedoch primär Literatur und weniger Geschichtsforschung.

### Posthume Ehrungen

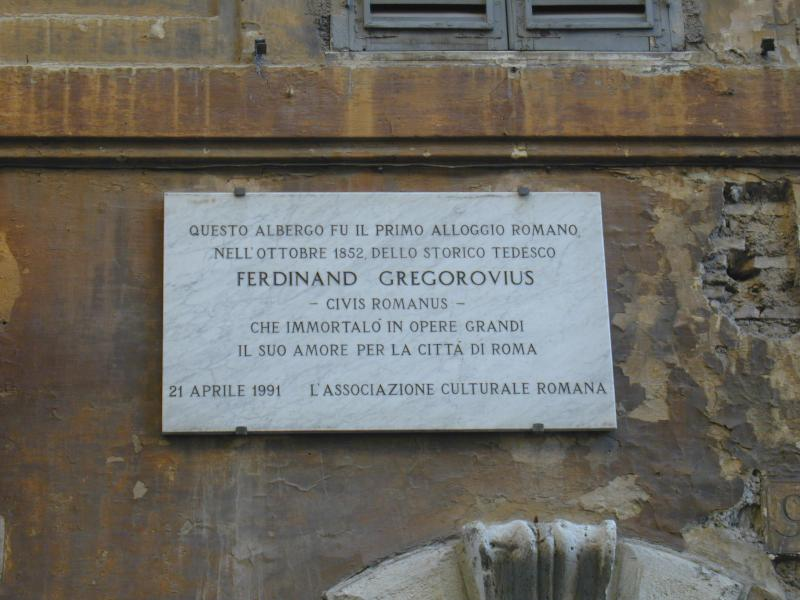
Gedenktafel in der Via di Pietra 89a in Rom

Anlässlich des 100. Todestages von Ferdinand Gregorovius wurde der ehemalige Stadtwald von Nidzica (ehemals dt. Neidenburg) auf Beschluss des Stadtrats im Juli 1991 in Ferdinand-Gregorovius-Park (Park Ferdynarda Gregoroviusa) umbenannt. Die zentrale Denkmalanlage des Parks mit Gedenkstein und halbrunden Sitzbänken erinnert ebenfalls an den großen Sohn der Stadt. Im Königsberger Stadtteil Maraunenhof trägt eine Straße seinen Namen. In Rom sind eine Straße und ein Platz nach ihm benannt. Eine Straße in Perugia und ein kleinerer Gipfel beim Monte Rotonda im Restonica-Tal Aiguilles auf Korsika sind ebenfalls nach Gregorovius benannt. 1931 ließ Benito Mussolini eine Büste von Gregorovius im Museo di Roma aufstellen. Im hundertsten Todesjahr brachte die Stadt Rom in der Via Gregoriana 13, an Gregorovius’ langjährigem Wohnhaus, eine Gedenktafel an, ebenso stiftete die Gemeinde Genzano eine Gedenktafel. Die Associazione Culturale Romana brachte 1991 eine Gedenktafel an dem Gasthaus in der Via di Pietra an, in dem Gregorovius im Oktober 1852 nach seiner Ankunft in Rom zunächst wohnte.

## Ehrungen zu Lebzeiten

Ferdinand Gregorovius

- Mitglied der Königlichen Deutschen Gesellschaft zu Königsberg (6. Dezember 1860)
- Orden der Heiligen Mauritius und Lazarus, Cavaliere (Turin, 7. Juni 1862)
- Korrespondierendes Mitglied der Kgl. Bayerischen Akademie der Wissenschaften (25. Juli 1865)
- Auswärtiges Mitglied der Historischen Klasse der Kgl. Bayerischen Akademie der Wissenschaften (25. Juli 1871)
- Bayerischer Maximiliansorden für Wissenschaft und Kunst (Hohenschwangau, 22. November 1871)
- Orden der Württembergischen Krone, Ritter (3. März 1873)
- Korrespondierendes Mitglied der Deputazioni di storia patria per le Provincie di Romagna (Rom, 24. April 1873)
- Orden der Heiligen Mauritius und Lazarus, Uffiziale (5. Juni 1875)
- Aufnahme in die Bayerische Akademie der Wissenschaften (1875)
- Aufnahme in die Accademia Nazionale dei Lincei (1876)
- Orden der Krone von Italien, Commendatore (30. Juni 1876)
- Ehrenbürger von Rom (1876)[143]
- Hausorden vom Weißen Falken, Komtur (9. September 1879)

## Schriften
- Konrad Siebenhorn’s Höllenbriefe an seine lieben Freunde in Deutschland, Hrsg. von Ferdinand Fuchsmund (Pseud. für F. Gregorovius). Königsberg, Th. Theile, 1843. Neuausgabe (herausgegeben von Ferdinand Fuchsmund und Hans-Joachim Polleichtner), hohesufer.com, Hannover 2011, ISBN 978-3-941513-18-1.
- Werdomar und Wladislav aus der Wüste Romantik. (Roman). 2 Teile in 1 Band. Königsberg, Universitäts-Buchhandlung, 1845.
- Die Romantik und Eichendorf’s jüngstes Buch (1848)[144]
- Die Idee des Polenthums. Zwei Bücher polnischer Leidensgeschichte (1848)
- Polen- und Magyarenlieder (1849)
- Göthe’s Wilhelm Meister in seinen socialistischen Elementen entwickelt (1849)
- Der Tod des Tiberius (Tragödie, 1851)
- Corsica. 1854. Societäts-Verlag, Frankfurt (Main) 1988, ISBN 3-7973-0274-6.
- Geschichte der Corsen. 1854. hohesufer.com, Hannover 2009, ISBN 978-3-941513-05-1.
- Corsica. Aus meiner Wanderschaft im Sommer 1852. 1854. hohesufer.com, Hannover 2009, ISBN 978-3-941513-06-8, Korsika : Orte und Geschichten, hrsg. von Michael Krüger, München : C.H.Beck, 2023, ISBN 978-3-406-80383-3 ::Die Geschichte der Corsen und Corsica. Aus meiner Wanderschaft im Sommer 1852 bilden zusammen eine vollständige Neuausgabe des Corsica-Werks von Gregorovius.
- Europa und die Revolution. Leitartikel 1848–1850. Herausgegeben von Dominik Fugger und Karsten Lorek, C. H. Beck, München 2017.
- Geschichte des römischen Kaisers Hadrian und seiner Zeit. 1851. (online), Neupublikation als Hadrian und seine Zeit. Glanz und Untergang Roms. Edition Flaschenpost im Wunderkammer Verlag, Frankfurt am Main 2011, ISBN 978-3-941245-08-2.
- Idyllen vom Baltischen Ufer. 1856, Neuauflage 1940. Gräfe und Unzer. Königsberg. hohesufer.com, Hannover 2011, ISBN 978-3-941513-17-4.
- Die Grabmäler der römischen Päpste. Historische Studien (1857)
- Geschichte der Stadt Rom im Mittelalter. 1859–1872. Neuausgabe, 2. Auflage. 4 Bände. C. H. Beck, München 1988, ISBN 3-406-07107-4.
- Wanderjahre in Italien. 1856–1877. 5. Auflage. C. H. Beck, München 1997, ISBN 3-406-42803-7.
  - Der Ghetto und die Juden in Rom. Schocken, Berlin 1935 (Bücherei des Schocken Verlags Nr. 46)
- Geschichte der Stadt Athen im Mittelalter. Von der Zeit Justinians bis zur türkischen Eroberung. 1889. dtv, München 1980, ISBN 3-423-06114-6.
- Lucretia Borgia und ihre Zeit, 1874, Neuausgabe, Wunderkammer, Neu-Isenburg 2009, ISBN 978-3-941245-04-4 (= Edition Flaschenpost).
- Neapel und Capri. Insel Verlag, Leipzig 1944 (Insel-Bücherei 340/2)
- Die Insel Capri – Idylle vom Mittelmeer. Wolfgang Jess Verlag, Dresden 1952.
- Capri. Korfu. Idyllen vom Mittelmeer. hohesufer.com, Hannover 2013, ISBN 978-3-941513-28-0.
- Euphorion. Eine Dichtung aus Pompej in vier Gesängen. F. A. Brockhaus, Leipzig 1858 books.google
- Athenais. Geschichte einer byzantinischen Kaiserin (1882)
- Eine Reise nach Palästina im Jahre 1882. (Erstveröffentlichung 1883 und 1884) C. H. Beck, München 1995, ISBN 3-406-38546-X.
- Der Kaiser Hadrian. Gemälde der römisch-hellenischen Zeit zu seiner Zeit (1884)
- Kleine Schriften zur Geschichte und Cultur, 3 Bände (1887–1892)
- Gedichte (1892)
- Römische Tagebücher 1852–1889, herausgegeben von Hanno-Walter Kruft und Markus Völkel. C. H. Beck, München 1991, ISBN 3-406-34893-9.
- Briefe nach Königsberg. Herausgegeben von Dominik Fugger und Nina Schlüter, C. H. Beck, München 2013, ISBN 978-3-406-65012-3.
- Poesie und Wissenschaft. Gesammelte deutsche und italienische Briefe. (Digitale Edition), herausgegeben von Martin Baumeister und Angela Steinsiek, Deutsches Historisches Institut in Rom 2020.